# اویر زاراگا
اویر زاراگا (انگلیسی: Oier Zarraga؛ زادهٔ ۴ ژانویهٔ ۱۹۹۹) بازیکن فوتبال است.
از باشگاه‌هایی که در آن بازی کرده‌است می‌توان به باشگاه فوتبال اتلتیک بیلبائو و باشگاه فوتبال اتلتیک بیلبائو بی اشاره کرد.